# Тетраалюминийнептуний
Тетраалюминийнептуний — бинарное неорганическое соединение, интерметаллид
нептуния и алюминия
с формулой Al4Np,
кристаллы.

## Получение
- Сплавление стехиометрических количеств чистых веществ:

{\displaystyle {\mathsf {Np+4Al\ {\xrightarrow {830^{o}C}}\ Al_{4}Np}}}

## Физические свойства
Тетраалюминийнептуний образует кристаллы
ромбической сингонии,
пространственная группа I mma,
параметры ячейки a = 0,442 нм, b = 0,626 нм, c = 1,371 нм, Z = 4,
структура типа тетраалюминийурана Al4U.
Соединение образуется по перитектической реакции при температуре 830°С.
При температуре 49 К в кристалле происходит антиферромагнитный переход.

## Химические свойства
- Разлагается при нагревании:

{\displaystyle {\mathsf {Al_{4}Np\ {\xrightarrow {>830^{o}C}}\ Al_{3}Np+Al}}}